# یواس‌اس فرانکلین (۱۷۷۵)
یواس‌اس فرانکلین (۱۷۷۵) (به انگلیسی: USS Franklin (1775)) یک کشتی بود.